# Rhudaur
Rhudaur bylo ve fiktivním světě J. R. R. Tolkiena nejmenší z království Dúnadanů, které vzniklo rozpadem Arnoru v roce 861. Ostatní království byla Arthedain a Cardolan. Dúnadanů nebylo v Rhudauru nikdy mnoho, velká část jeho populace byli divocí lidé z kopců.
Rhudaur tvořil východní část Arnoru a sahal od Větrova s Amon Sûl k Hlasité řece. Rhudaur sdílel dlouhou hranici s Cardolanem podél Velké východní cesty a s Arthedainem podél linie Větrova. Od počátku své existence se Rhudaur choval nepřátelsky ke dvěma dalším nástupnickým státům a zúčastnil se hořkého konfliktu s Arthedainem o věž Amon Sûl a palantír spojený s věží. Angmar anektoval a ukončil království v TA 1409. Poslední Dúnadané uprchli kolem této doby a zbývající populace divokých po letech pravděpodobně vymřela.  Existují důkazy, že po pádu Angmaru v bitvě u Fornostu se Úhel stal domovem pro zbylých Dúnadanů a Hraničáři ze Severu tam založili několik vesnic, kde jejich lidé žili až do vzkříšení severního království za krále Aragorna II. Elessara na konci třetího věku.

## Geografie
Rhudaur byl region na severovýchodě Eriadoru, ležící mezi Ettenmoory, Větrovem a Mlžnými horami. Součástí Rhudauru byla také země mezi Hlasitou řekou a Hoarwellem, tvořící Úhel, kde se nacházeli Trollové, a právě sem přišli první Hobiti do Eriadoru kolem roku 1150. Kvůli rostoucímu nepřátelství Angmaru však tito Hobiti uprchli z regionu kolem roku 1356, přičemž někteří z nich se přesunuli na západ a jiní se přesunuli. zpět do Rhovanionu.
Rhudaur, charakterizovaný ponurými a stoupajícími kopci, tmavými stromy se zkroucenými kořeny visícími z útesů, a ponurým počasím, byl vždy ponurou, hrozivou a nepřátelskou zemí. Na mnoha výšinách a hřebenech byly starobylé kamenné zdi, zničené věže a zlověstně vypadající hrady.

## Dějiny
Na území Rhudauru se během Druhého věku zrodily primitivní kmeny divokých lidí, které žily uzavřené od světa ve svých kolektivech. Během éry Númenoru, kdy Númenorejci kolonizovali nebo dobývali rozsáhlá území ve světě a podrobovali si místní obyvatelstva, byl region Eriadoru taktéž cílem kolonizace, ale místo Královských Númenorejců, kteří utlačovali domorodé obyvatele a vymáhali na nich tributy, byl Eriador osídlen Věrnými Númenorejci, kteří spolupracovali s místními Středolidmi a udržovali s nimi přátelské styky, až na lid Rhudauru. Divocí lidé Rhudauru si vytvořili nenávist vůči Númenorejcům a podnikali proti nim útoky. Společně s nehostiností regionu Rhudauru to byl důvod, proč Rhudaur nebyl nikdy kolonizován Númenorem. Teprve až po pádu Númenoru v roce 3319 Druhého věku byl tento region podmaněn, tentokrát Dúnadany z Arnoru, kteří z Rhudauru udělali součást jejich království v Exilu. Situace s místními lidmi se uklidnila, a tak se v Rhudauru usadili Dúnadani. Nebylo jich však mnoho.  
V roce 861 zemřel velekrál Eärendur, a jeho nejstarší syn Amlaith si právoplatně nárokoval korunu Arnoru. Jeho bratři byli však proti jeho nároku, a místo toho si během svých sporů o Arnorský trůn rozdělili severní království - Arthedain, Amlaithovo království na severozápadě, Cardolan, království Středních lidí na jihozápadě, a nakonec Rhudaur. Od začátku své existence jako nezávislé království byl Rhudaur nepřátelský vůči dvěma dalším nástupnickým státům, království se dostalo do sporu s Cardolanem o území kolem Velké východní cesty a o věž Amon Sûl s Arthedainem, o Palantír který se nacházel ve věži. První Hobiti vstoupili do Rhudauru, konkrétně do Úhlu, kolem roku 1150. 
Roku 1300 vzbudil pozornost Eriadoru vzestup království Angmaru, které začalo mobilizovat a podniklo první útoky proti královstvím Arnoru. V roce 1349 se vlády zmocnil pán divokých lidí Rhudauru a tajně se spojil s Angmarem, a poslední Dúnadani v Rhudauru byli vyhnáni. Argeleb I., nový král Arthedainu, si  jako dědic z poslední Isildurovy vládnoucí linie nárokoval kontrolu nad územím celého bývalého Arnoru, kterému Rhudaur vzdoroval. V roce 1356 Rhudaur a Angmar zaútočili na Větrov a Argeleb byl zabit.  
V roce 1409 byl Rhudaur anektován vojsky podřízenými Angmaru a zbývající divocí lidé byli zotročeni. Země Angmaru také pracovala s temnou magií a stavěla temné hrady v kopcích. Právě kvůli této nepřátelské povaze a klimatu Rhudauru Hobiti uprchli z Úhlu, přičemž někteří z nich se přesunuli na západ do Arthedainu a jiní se vrátili zpět do Rhovanionu. Angmar poté napadl a zpustošil Cardolan v roce 1409, zničil Větrov a zabil jednoho z posledních princů Cardolanu (později pohřbeného v Mohylových kopcích).  
Ve dnech vlády Argeleba II. poslal čarodějný král mnoho přízraků z Angmaru přes Rhudaur, aby obývali opuštěné mohyly Mohylových kopců. Když po Angmarských válkách zanikla Severní království, všichni divocí lidé, kteří obývali Rhudaur, byli vyhlazeni, a v zemi zůstal stín a temnota, je však možné, že hrstka přeživších lidí Rhudauru utekla na sever do Angmaru nebo Forodwaithu. Během války o Prsten byl Rhudaur zcela neobydlený.  